# مارفن هينتون
مارفن هينتون (بالإنجليزية: Marvin Hinton)‏ (2 فبراير 1940 في المملكة المتحدة - ) هو لاعب كرة قدم بريطاني في مركز الدفاع. شارك مع منتخب إنجلترا تحت 21 سنة لكرة القدم. أما مع النوادي، فقد لعب مع تشارلتون أثلتيك وتشيلسي ونادي بارنت.

## وصلات خارجية
- مارفن هينتون على موقع قاعدة بيانات كرة القدم.إي يو (الإنجليزية)